# Gara Plopșoru
Gara Plopșoru este o gară care deservește comuna Plopșoru, județul Gorj, România.